# Боб Тафт
Роберт Альфонсо «Боб» Тафт II (англ. Robert Alphonso «Bob» Taft III; нар. 8 січня 1942, Бостон, Массачусетс) — американський політик. Він був губернатором штату Огайо з 1999 по 2007, член Республіканської партії. Працює в Університеті Дейтона з серпня 2007 року.
Обирався до Палати представників Огайо у 1976 році, де він працював до 1981 року, державний секретар штату у 1991–1999 роки.
Батько Тафта, Роберт Тафт, (більш відомий як Роберт Тафт-молодший) був сенатором від штату Огайо з 1971 по 1976. Дід, Роберт Тафт, був сенатором з 1939 по 1953. Президент США Вільям Говард Тафт є його прадідом.